# 망향휴게소
망향휴게소(望鄕休偈所, Manghyang Service Area)는 충청남도 천안시 서북구 성거읍 요방리에 위치한 경부고속도로의 휴게소이다. 부산 방향에서만 이용할 수 있다.

## 시설
- 화장실
- 식당
- 매점
- 내고장특산물
- 주차장
- 종합안내소
- 브랜드매장: 탐앤탐스, 베스킨라빈스
- 정유소: EX-OIL,E1 LPG
- 현금 자동 입출금기
- 전기차충전소
- 수소충전소

## 다음 휴게소
하행선
- 경부고속도로 부산방향 천안호두휴게소 18km
- 논산천안고속도로 논산방향 정안알밤휴게소 34km

## 전후
| 다음 지점      | ← | 현재 지점  | ← | 이전 지점     |
| -------------- | - | ---------- | - | ------------- |
| 천안 나들목    | ← | 망향휴게소 | ← | 북천안 나들목 |
| 천안호두휴게소 | ← | 망향휴게소 | ← | 안성휴게소    |